# ناندا (ممثلة هندية)
ممثلة هندية شهيرة في الستينات و السبعينات
ولدت في 8-1-1939
توفيت25-3-2014
توفيت عن عمر 75 عام
اشتهرت في العمل مع الاسطورة شاشي كابور حيث كونت أفضل ثنائي في عصرهما
عملت في بوليود و في افلام ماراتية بين عامي1948-1983
جوائزها و ترشحاتها في فيلم فير:
رشحت أفضل ممثلة 1970
رشحت أفضل ممثلة مساعدة 1958-1982-1983
حصلت على جائزة أفضل ممثلة مساعدة 1961
كما حصلت على الوسام المدني الهندي بادما شري
مثلت في 67 فيلم و ضهرت في فيلن ضهور خاص
كونت ثنائيات مع:
شاشي كابور و راج كابور وشامي كابور و راجيش خانا.

## وصلات خارجية
- ناندا على موقع IMDb (الإنجليزية)
- ناندا على موقع أول موفي (الإنجليزية)
- ناندا على موقع أول موفي (الإنجليزية)
- ناندا على موقع قاعدة بيانات الفيلم (الإنجليزية)